# Chartres Challenger 1986
Lo Chartres Challenger 1986 è stato un torneo di tennis facente parte della categoria ATP Challenger Series nell'ambito dell'ATP Challenger Series 1986. Il torneo si è giocato a Chartres in Francia dal 30 giugno al 6 luglio 1986 su campi in terra rossa.

## Vincitori

### Singolare
Claudio Panatta ha battuto in finale  Víctor Pecci che si è ritirato sul punteggio di 6–3, 2-1

### Doppio
Javier Frana /  Gustavo Guerrero hanno battuto in finale  Gilad Bloom /  Carl-Uwe Steeb con il punteggio di 6–1, 6–0